# Неверна
Неверна је четврти албум Аце Пејовића који је објављен 2006. године. На албуму се налази пет украдених песама, песма,,Не дирај ми ноћи" из 2002. године, обрада песме,,Јелена" од Томе Здравковића и обрада песме,,Марамено" од Деспине Ванди из 2001. године, коју су касније украли Елма Синановић са називом песме,,Ништа лично"
(2003) и Ацо Пејовић са називом песме,,Литар крви" (2006)

## Обраде
- 1. Литар крви (оригинал: Despina Vandi - Marameno)
- 4. Нај, нај, нај (оригинал: Fedon – Nanay)
- 6. Јелена (оригинал: Тома Здравковић - Јелена) *
- 8. Спаваш ли (оригинал: Giannis Vardis – Epikindina аgapas)

Оригинална верзија песме,,Јелена” је снимљена 1990. године у извођењу Томе Здравковића. 16 година касније, Ацо Пејовић је отпевао ову песму. Ово је био трећи албум у којем је Ацо Пејовић препевао туђе песме што се раније испоставило у претходним албумима.